# Нафанаил (Папаникас)
Митрополит Нафанаил (греч. Μητροπολίτης Ναθαναήλ, в миру Николаос Папаникас греч. Νικόλαος Παπανίκας; 1838, Повла — 13 января 1910, Превеза, Османская империя) — епископ Константинопольского патриархата, митрополит Никопольский и Превезский (1908—1910).

## Биография
Окончил училище Зосимеа в Янине, а позднее в Афонскую академию в Карье.
С 1864 по 1870 годы был игуменом Рагийского монастыря в Теспротии. В 1873 году стал протосинкеллом в Деркской митрополии.
27 января 1879 года был хиротонисан во епископа и возведён в достоинство митрополита Серрейского.
В январе 1886 года был избран митрополитом Прусским. С 1894 по 1907 годы исполнял обязанности местоблюстителя Константинопольской патриаршей кафедры.
25 октября 1908 года избран митрополитом Никопольским и Превезским.
Скончался 13 января 1910 года в Превезе и погребён в церкви в честь святилеля Николая. В его родном селе был установлен бюст.